# Голи Врх Нетретићки
Голи Врх Нетретићки је насељено место у саставу општине Нетретић у Карловачкој жупанији, Република Хрватска.

## Историја
До територијалне реорганизације у Хрватској насеље се налазило у саставу старе општине Дуга Реса.

## Становништво
На попису становништва 2011. године, Голи Врх Нетретићки је имао 7 становника.